# آلبرت هرشمن

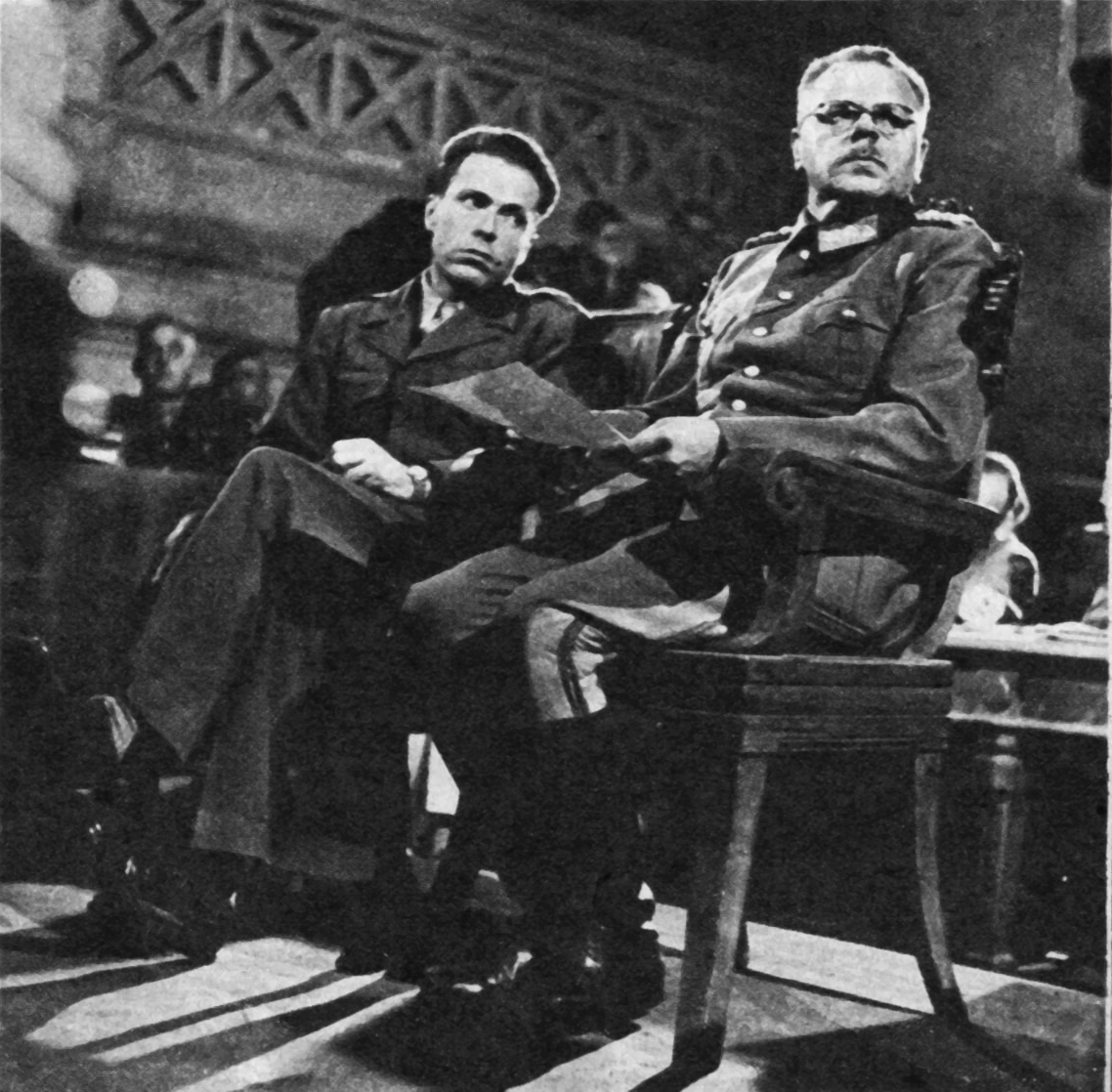
آلبرت هرشمن (سمت چپ) به عنوان مترجم آنتون دستلر در دادگاه

آلبرت اوتو هرشمن (به آلمانی: Albert Otto Hirschmann) (زادهٔ ۷ آوریل ۱۹۱۵ در برلین — درگذشتهٔ ۱۰ دسامبر ۲۰۱۲ در نیوجرسی)، اقتصاددان، اندیشمند سیاسی سدهٔ بیستم آلمانی و برندهٔ جایزهٔ لیپینکات در سال ۲۰۰۳ به خاطر تألیف کتاب هواهای نفسانی و منافع است.